# 13118 La Harpe
13118 La Harpe eller 1993 UX4 är en asteroid i huvudbältet som upptäcktes den 20 oktober 1993 av den belgiske astronomen Eric W. Elst vid La Silla-observatoriet. Den är uppkallad efter den franske författaren Jean-François de La Harpe.
Asteroiden har en diameter på ungefär 9 kilometer och den tillhör asteroidgruppen Eos.